# Herma

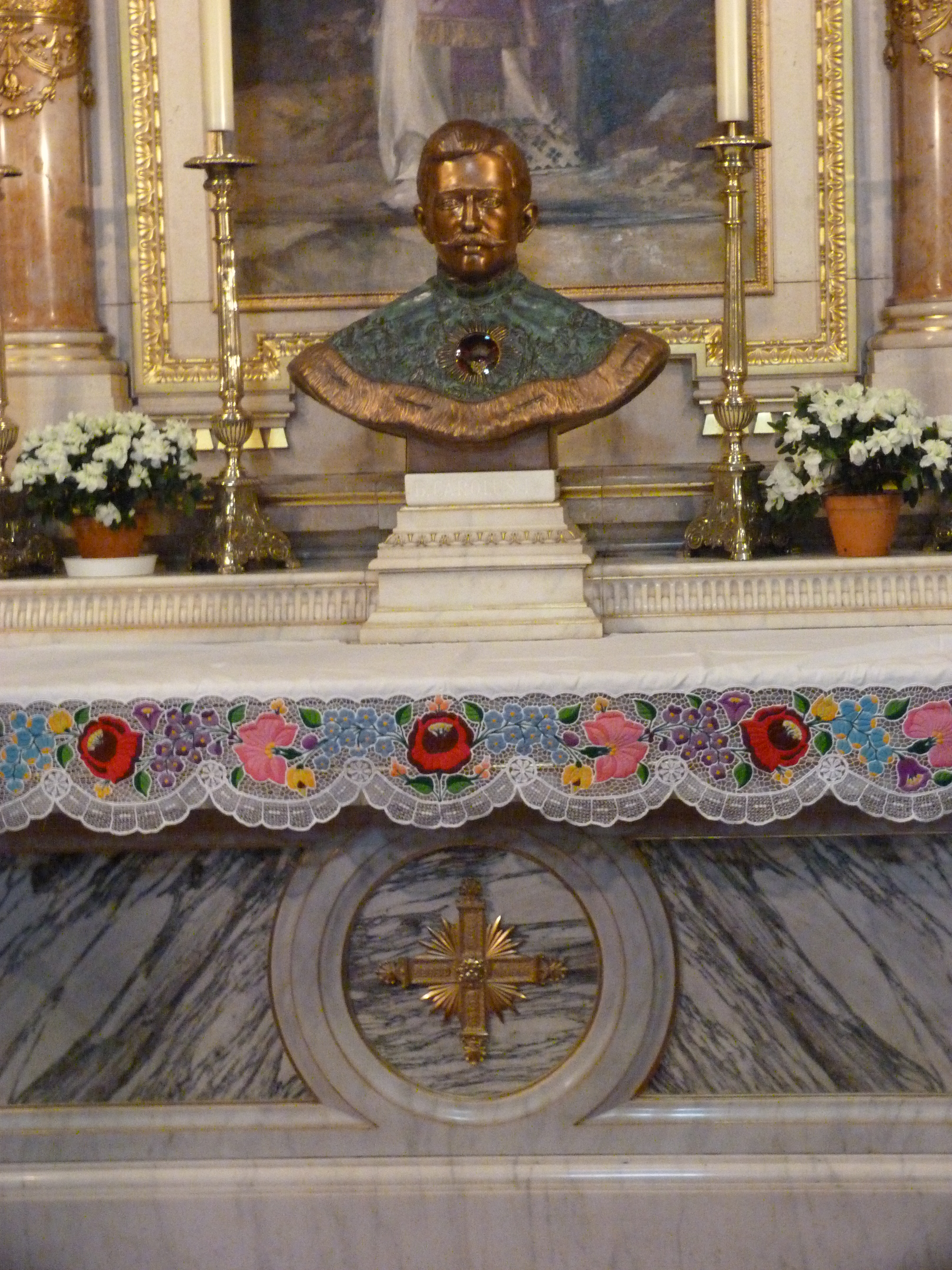
IV. Károly király hermája a Bazilikában

A herma szó görög eredetű. Eredetileg olyan négyszögletű kőoszlopot jelent, amelyen csak a fejet és a falloszt (nemi szervet) faragták ki. A középkortól készített büszt alakú ereklyetartókat is hermának nevezik (a szó Magyarországon – számos más országtól eltérően – főleg az utóbbi értelemben ismert).

## Eredeti értelemben
Az elnevezés állítólag onnan ered, hogy a pelaszgok kar és láb nélkül ábrázolták Hermész istent. A későbbi korokban Athénban a hermákat Hipparkhosz athéni türannosz honosította meg, ezeket a remekműveket általában tereken állíttatta fel, és feliratokkal díszíttette őket. A meghonosításuk után szépen lassan bekerültek a lakásokba is, ám feltehetően eredetileg csak szobrászati kísérletek voltak, melyeken a későbbi korok sem változtattak. A későbbi Olaszország területén is találunk hermákat, melyek feltehetőleg Görögországból kerültek ide, itt határkövek szerepét töltötték be. Ezeken felül az ókorban hermáknak nevezték az utak mellett található egyfajta kőhalmokat is, amelyek útmutatásként szolgáltak az utazónak, hogy ne tévedjen el. Az utazó, aki arra tévedt, hálából rádobott még egy követ a segítség megköszönéseképpen. Előfordultak az ókorban úgynevezett kettős hermák is, ilyen az athéni stadion feltárásakor megtalált Apollón és Hermész herma is.

## Az építészetben
A herma jelentése az építészetben: szabadon álló, lefelé keskenyedő hasáb alakú pillér, melyet felső részén fej, vagy a pillér szerves folytatásaként egy mellszobor zár le. Hermának nevezik az emberi felsőtestben végződő, alátámasztásul szolgáló négyzetes, a falsíkból kiugró pilléreket is. Jellemzően egy díszes barokk kapuzat két szélén hermák támasztják meg az előrehajló erkélyt.

## Ereklyetartóként
A hermák készítése nem szűnt meg az ókorban, a középkor is átvette ezt az ábrázolási módot, a herma szó ebben az időben egyre inkább összeforrt a szentek tiszteletével és az ornamentikával, különösképp az ötvösművészetben alkalmazott figurák kidolgozásának művészetével. A herma általában az általa ábrázolt személy csontjait tartalmazta, mégsem jelent egyet az ereklyetartóval, mert egyedi stílussal rendelkezett, minden egyes hermának ugyanazok voltak a formai elemei.
Így történt ez Magyarországon is, ahol  sok ilyen ötvösművészeti remekmű született. Ma már maguk a hermák (ereklyetartók) is ereklyének számítanak.

### Magyar vonatkozású hermák
- Szent László hermája
- Szent István-hermák
- Szent Kálmán hermája
- Szent Márton hermája

## Galéria

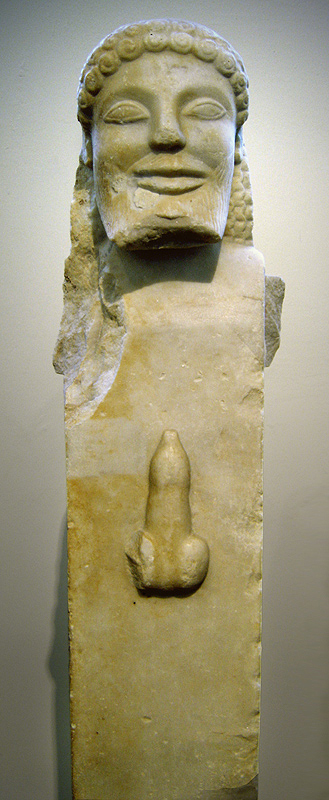
Herma eredeti értelemben
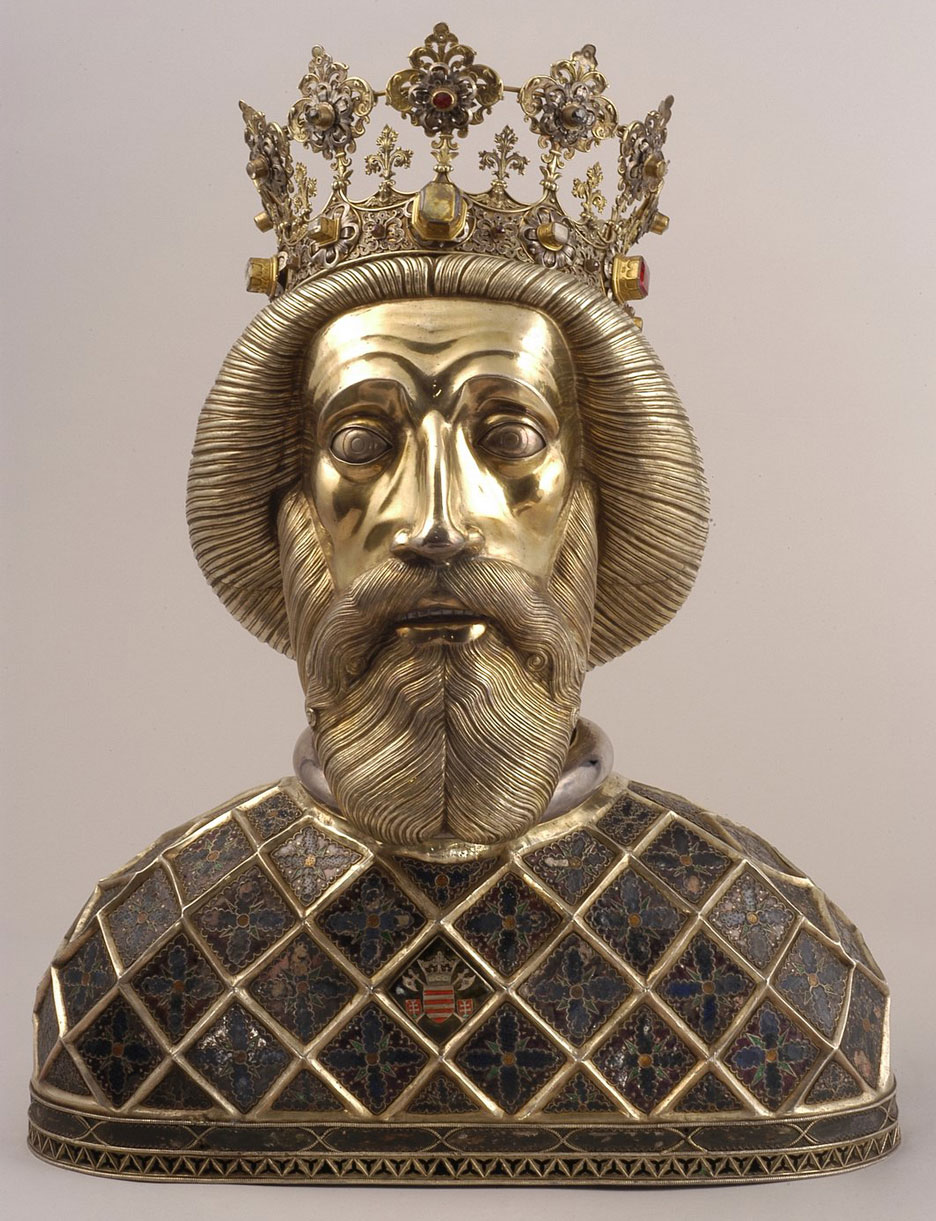
Szent László hermája
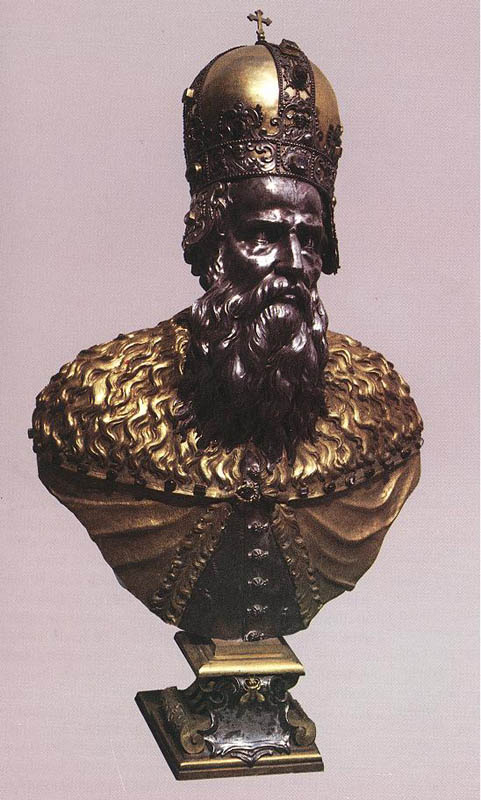
Giovanni Lorenzo Bernini: Szent István hermája, Székesegyházi Kincstár, Zágráb
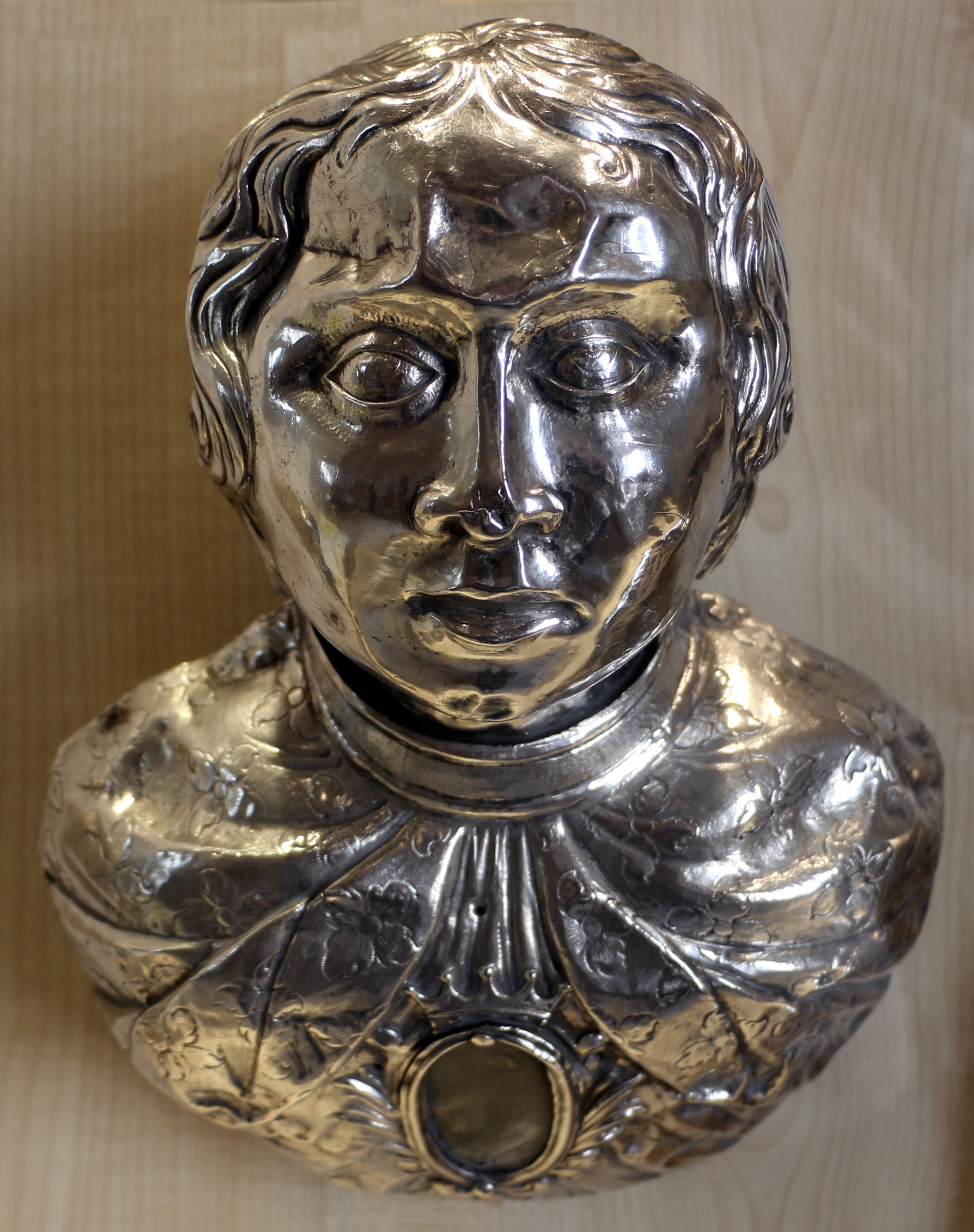
Egy szent büszt alakú ezüsthermája, 15-17. század

## Külső hivatkozások
- Szent István ereklyetartó hermája (Bachruch, 1896) – Kalocsai Érseki Kincstár
- Szent Kálmán ereklyetartó hermája (kép)
- Szent Márton hermája (kép)
- Herma (kép)